# Кельтское неоязычество

Трискелион — один из главных символов кельтского реконструкционизма

Кельтское неоязычество, Современное кельтское язычество — совокупность неоязыческих  движений, основанных на древней кельтской религии.

## Виды
- Кельтское реконструктивистское язычество (CR) — кельтский политеистический реконструкционизм.
- Кельтский неошаманизм — разновидность неошаманизма, которая базируется на системе практик «Основы шаманизма» Майкла Харнера; известные сторонники — Джон и Кейтлин Мэтьюз[2].
- Кельтская викка — синкретизм викки и кельтской мифологии.
- Вера фей — вид, который фокусируется на существовании фей.
- Нео-друидизм — появился вместе с кельтским возрождением благодаря романтистам XVIII века.
  - Ár nDraíocht Féin (ADF), образованная в 1983 году
  - Церковь Вселенской связи
  - Орден Бардов, Оватов и Друидов (ОБОД) — образован в 1964 году.
  - Реформаторские друиды Северной Америки (RDNA) — общество образовано в 1963 году.
  - Сеть Друидов — первая современная языческая организация, признанная благотворительной в Соединённом Королевстве[3]
  - Орден друидов — образован ок. 1910 года, но участники говорят, что орден был создан ещё в 1717 году.

### Кельтское реконструктивистское язычество
Кельтское реконструктивистское язычество (CR) — общий термин для политеистических реконструкционистских традиций, которые основаны на одной из культур кельтоязычных народов (например: гэльские политеисты, валлийцы или галльские реконструкционисты). Кельтские реконструкционисты стараются придерживаться исторически точных и аутентичных традиций, основанных на фольклоре и некоторых живых традициях кельтских народов и их диаспор, а также на первоисточниках на кельтских языках. Они отвергают эклектизм и культурную апроприацию более широкого неоязыческого сообщества.

### Кельтский неошаманизм
Кельтский неошаманизм — современная духовная традиция, сочетающая элементы кельтских мифов и легенд с основами шаманизма Майкла Харнера. Сторонники кельтского шаманизма считают, что его практики позволяют установить более глубокую духовную связь с людьми, имеющими северо-европейское наследие. Такие авторы, как Дженни Блейн, утверждали, что «кельтский шаманизм» — это «конструкция» и «антиисторическая концепция».

### Кельтская викка
Кельтская викка — современная традиция викки, которая включает в себя некоторые элементы кельтской мифологии. В ней используется та же основная теология, ритуалы и верования, что и в большинстве других форм викки. Кельтские виккане используют имена кельтских божеств, мифологических фигур и сезонных фестивалей в рамках викканской ритуальной структуры и системы верований, а не исторически кельтской.

### Неодруидизм
Неодруидизм — форма современной духовности или религии, которая способствует гармонии и поклонению богам природы. Многие формы современного друидизма являются неоязыческими религиями, тогда как другие рассматриваются как философии, не обязательно религиозные по своей природе. Возникнув в Англии из-за движения романтистов XVIII века, прославлявших древние кельтские народы железного века, ранние нео-друиды стремились подражать кельтским священникам железного века, которые также были известны как друиды. В то время об этих древних жрецах не было точной информации, и современное движение друидов не имеет с ними настоящей связи, несмотря на некоторые утверждения об обратном, сделанные современными друидами.